# The Chameleons
The Chameleons (aussi appelés The Chameleons UK aux États-Unis) est un groupe de post-punk britannique, originaire de Middleton, dans le Grand Manchester, en Angleterre. Le groupe se composait du chanteur et bassiste Mark Burgess, du guitariste Reg Smithies, du guitariste Dave Fielding, et du batteur John Lever. Le groupe se sépare une première fois en 1987, après trois albums, à la mort de leur manager Tony Fletcher, avant de se reformer en 2000. Ils enregistrent alors trois autres albums (deux unplugged, et une version studio), réalisent une tournée, puis se séparent à nouveau. Le batteur John Lever meurt en mars 2017.

## Biographie

### Débuts
The Chameleons sont formés à Middleton, dans le Grand Manchester, en Angleterre, en 1981 par Burgess, Smithies, Fielding et Schofield. Après quelques sessions radio avec le DJ John Peel de la BBC Radio 1, les Chameleons signent avec Epic Records et sortent leur premier single, In Shreds en 1982.
Leur contrat avec Epic se termine rapidement, et le groupe signe avec Statik Records et publie son premier album studio en 1983, Script of the Bridge. Leur second et dernier album avec Statik, What Does Anything Mean? Basically, est publié en 1985. Après quoi, les Chameleons signent avec Geffen Records, publiant un troisième album studio, Strange Times. Après la mort soudaine de leur agent artistique Tony Fletcher, les Chameleons se séparent.

### Post-séparation
En 1990, les Chameleons sortent un EP posthume, Tony Fletcher Walked on Water.... La La La La La-La La-La-La, dont le titre est dédié à leur agent disparu. Burgess et Lever forment the Sun and the Moon, qui publiera un album éponyme chez Geffen en 1988. Smithies et Fielding forment the Reegs, qui publiera deux albums, Return of the Sea Monkeys (1991) et Rock the Magic Rock (1993). Lever rejoint plus tard Bushart, qui sortira l'album Yesterday Is History (2008). Burgess sort son premier album solo en 1993, tournant en Amérique la même année.

### Retour
The Chameleons revient en janvier 2000 pour préparer une tournée britannique, suivie d'une tournée européenne. 2000 assiste à la sortie de l'album Strip. Après un dernier album studio, Why Call It Anything, un autre album, This Never Ending Now, et une tournée de réunion en Europe et aux États-Unis, le groupe se sépare encore une fois au début de 2003.
En 2009, Burgess et Lever se reforment pour jouer le catalogue musical des Chameleons, sous le nom de ChameleonsVox. Ils publient un EP, M+D=1(8), en novembre 2013.
En 2014, Lever et Fielding se réunissent pour enregistrer un album sous le nom de Red-Sided Garter Snakes. L'album du groupe, Endless Sea, qui fait participer le vocaliste James Mudriczki (de Puressence) et Andy Clegg, est publié en juillet 2015. Lever meurt le 13 mars 2017 à l'âge de 55 ans,.

## Discographie

### Albums studio
- 1983 - Script of the Bridge (Statik Records / Virgin Records)
- 1985 - What Does Anything Mean? Basically (Statik Records / Virgin Records)
- 1986 - Strange Times (Geffen Records)
- 2001 - Why Call It Anything? (Artful Records / Universal Music)
- 2025 - Arctic Moon (Metropolis Records)

### Compilations et Albums en public
- 1986 - The Fan and the Bellows: A Collection of Classic Early Recordings (Hybrid Records)
- 1990 - John Peel Sessions (Strange Fruit Records / Virgin Records)
- 1997 - Return of the Roughnecks: The Best of the Chameleons (Dead Dead Good Records / Virgin Records)
- 2000 - Strip (Versions acoustiques d'anciens morceaux) (Paradiso Records / EMI)
- 2002 - This Never Ending Now (Versions acoustiques d'anciens morceaux) (Paradiso Records / Universal Music)
- 2021 - Elevated Living: Live in Manchester, London and Spain (Concerts enregistrés de 1982 à 1985) (Cherry Red Records)
- 2022 - Edge Sessions (Live from the Edge Studios) (Sessions enregistrées en mai 2021 au Royaume-Uni) (Metropolis Records)

## Vidéographie
- 2009 : Ascension (live enregistré au Great American Music Hall à San Francisco -USA- en 2002)